# دوروثي بينهام
دوروثي بينهام (بالإنجليزية: Dorothy Benham)‏ هي عارضة أمريكية، ولدت في 11 ديسمبر 1955 في إدينا في الولايات المتحدة.

## وصلات خارجية
- دوروثي بينهام على موقع IMDb (الإنجليزية)